# سن ویتو دی کادوره
سن ویتو دی کادوره (به ایتالیایی: San Vito di Cadore) یک کومونه در ایتالیا است که در استان بلونو واقع شده‌است. سن ویتو دی کادوره ۶۱ کیلومتر مربع مساحت و ۱٬۷۱۸ نفر جمعیت دارد و ۱٬۰۱۱ متر بالاتر از سطح دریا واقع شده‌است.

## خواهرخوانده
شهر الفانسین خواهرخواندهٔ سن ویتو دی کادوره هست.